# Новостройка (Кемеровський округ)
Новостро́йка (рос. Новостройка) — селище у складі Кемеровського округу Кемеровської області, Росія.

## Населення
Населення — 2967 осіб (2010; 2442 у 2002).
Національний склад (станом на 2002 рік):
- росіяни — 93 %